# Доунингия
Доуни́нгия (лат. Downingia) — род двудольных цветковых растений, включённый в семейство Колокольчиковые (Campanulaceae).

## Название
Род Доунингия назван Джоном Торри в 1856 году в честь американского дизайнера и архитектора Эндрю Джексона Даунинга (1815—1852). Типовой вид — Downingia elegans — был первоначально описан под названием Clintonia elegans  Дэвидом Дугласом. Дуглас назвал новый род Clintonia в честь губернатора Нью-Йорка Девитта Клинтона (1769—1828), не зная о том, что ранее под этим названием в его же честь было описано растение из семейства Лилейные.

## Ботаническое описание
Доунингии — небольшие однолетние травянистые растения с прямостоячим или приподнимающимся стеблем. Нижние листья тонкие, линейные, иногда пальчато-рассечённые, с цельным или зубчатым краем, верхние листья более толстые, суккулентные.
Цветки одиночные, располагаются в пазухах верхних листьев. Чашечка состоит из пяти неравных линейные долей. Венчик двугубый, окрашенный в сиреневые, синие, розовые или белые тона, на нижней губе обычно имеется участок жёлтого или белого цвета. Завязь с одной или двумя камерами.
Плод — коробочка с многочисленными блестящими семенами веретеновидной формы.

## Ареал
Ареал рода охватывает западную часть Северной Америки.

## Таксономия
|  |                                      |  |                                                         |                                                         |                           |  | ещё 10 семейств (согласно Системе APG III) |                    |                    |          |
|  |                                      |  |                                                         |                                                         |                           |  |                                            |                    |                    | 13 видов |
|  |                                      |  |                                                         | порядок Астроцветные                                    |                           |  |                                            |                    | род Доунингия      |          |
|  |                                      |  |                                                         | порядок Астроцветные                                    |                           |  |                                            |                    | род Доунингия      |          |
|  | отдел Цветковые, или Покрытосеменные |  |                                                         |                                                         | семейство Колокольчиковые |  |                                            |                    |                    |          |
|  | отдел Цветковые, или Покрытосеменные |  |                                                         |                                                         |                           |  |                                            |                    |                    |          |
|  |                                      |  | ещё 58 порядков цветковых растений (по Системе APG III) | ещё 58 порядков цветковых растений (по Системе APG III) |                           |  |                                            | ещё более 90 родов | ещё более 90 родов |          |
|  |                                      |  |                                                         | ещё 58 порядков цветковых растений (по Системе APG III) |                           |  |                                            |                    | ещё более 90 родов |          |

### Синонимы
- Bolelia Raf., 1832, nom. nov. et nom. rej.
- Clintonia Douglas ex Lindl., 1829, nom. illeg.
- Gynampsia Raf., 1838, nom. nov.
- Wittea Kunth, 1850, nom. nov.

### Виды
По информации базы данных The Plant List, род включает 13 видов:
- Downingia bacigalupii Weiler, 1962 — Доунингия Бачигалупи
- Downingia bella Hoover, 1937
- Downingia bicornuta A.Gray, 1886
- Downingia concolor Greene, 1886 — Доунингия одноцветная
- Downingia cuspidata (Greene) Rattan, 1898 — Доунингия остроконечная
- Downingia elegans (Douglas ex Lindl.) Torr., 1857 — Доунингия изящнаяtypus
- Downingia insignis Greene, 1890
- Downingia laeta (Greene) Greene, 1910 — Доунингия прекрасная
- Downingia montana Greene, 1890 — Доунингия горная
- Downingia ornatissima Greene, 1890
- Downingia pulchella (Lindl.) Torr., 1857 — Доунингия красивая
- Downingia pusilla (G.Don ex A.DC.) Torr., 1857 — Доунингия маленькая
- Downingia yina Applegate, 1929